# Gare de Kristiansand
La gare de Kristiansand est une gare ferroviaire de la ligne du Sørland.

## Situation ferroviaire
La gare de Kristiansand se situe dans le centre-ville de Kristiansand, est à 365,29 km d'Oslo et à une altitude de 5,5 m. 

## Histoire
La gare fut mise en service en 1895 lorsque la ligne du Setesdal fut ouverte de Kristiansand à Byglandsfjord.
La gare de Kristiansand se différencie des autres gares de la Setesdalsbanen dans le fait qu'elle soit construite en brique en raison du grand incendie que Kristiansand connut en 1892.  
La ligne du Sørland fut ouverte jusqu'à Kristiansand en 1938 avec des voies à écartement standard. En raison de  l'ouverture de la nouvelle ligne, le bâtiment de la gare fut agrandi, en même temps la gare de Grovane devint le terminus de la ligne du Setesdal.

## Service des voyageurs

### Accueil
La gare a un hall d'accueil ouvert 24h/24 du lundi au vendredi et toute la journée les week-ends et jours fériés.
La gare est équipée de guichets ouverts en semaine et d'automates.

### Desserte
La gare de Kristiansand est un arrêt incontournable de la ligne du Sørland. Les trains vont en direction de Stavanger et d'Oslo.

### Intermodalités
Une station de bus se situe à 50 m pour les directions de Stavanger, Haukeligrend, Arendal.
La gare a aussi une station de taxi, des locations de voitures.

## Ligne Dalane-Suldal
La gare de Kristiansand est une gare en cul-de-sac. 
De fait, dès 1943, alors que la Norvège était occupée, la ligne Dalane-Suldal fut construite. Cette ligne, qui ne mesure que 1,1 km est un raccourci pour la Sørlandsbanen qui permet d'éviter la gare de Kristiansand et n'est donc emprunté que pour le transport du fret. La ligne n'a qu'une voie et n'a pas d'arrêt. Son nom Dalane correspond à un quartier de Kristiansand, Suldal à une rue, où se situent les aiguillages qui délimitent la ligne.
Un terminal pour les marchandises a été créé en 1992 sur la ligne Dalane-Suldal, Langemyr, qui se situe à 5 km de la gare voyageur. Il s'agit du seul terminal de marchandise  de la région du Sørlandet.

## Ligne du Sørland
| Origine | Arrêt précédent | Train | Train         | Train | Arrêt suivant | Destination |
| ------- | --------------- | ----- | ------------- | ----- | ------------- | ----------- |
| Oslo    | Vennesla        |       | [Non indiqué] |       | Nodeland      | Stavanger   |